# Roger Bannister
Sir Roger Gilbert Bannister (Harrow, 1929. március 23. – Oxford, 2018. március 3.) brit középtávfutó, orvos és akadémikus volt, az első aki egy mérföldet négy perc alatt lefutott.
Az 1952-es olimpián Helsinkiben Bannister 1500 méteres rekordot állított fel és negyedik helyen végzett. Ez megerősítette az elhatározását, hogy négy perc alatt tegye meg az 1 mérföldet. Ezt 1954. május 6-án érte el az Iffley Road pályán Oxfordban, Chris Chataway és Chris Brasher segítségével. Bannister pontos ideje, ekkor 3 perc 59,4 másodperc volt. Bannister rekordja csak 46 napig élt.
Amikor megkérdezték, hogy a 4 perces eredményére volt-e a legbüszkébb, azt mondta, hogy büszkébbnek érzi a tudományos orvosláshoz való hozzájárulását a válaszok kutatásával az idegrendszerben. 2011-ben Parkinson-kórt diagnosztizáltak nála.

## Fiatalkora
Bannister az angliai Harrowban született. A harrowi Vaughan Road Általános Iskola tanulója lett, tanulmányait Londonban folytatta az University College Schoolban; majd az Oxfordi Egyetemen (Exeter College és Merton College), valamint a St. Mary's Hospital Medical Schoolban (jelenleg Imperial College) folytatta.